# Bozoma Saint John
Bozoma Saint John, née le 21 janvier 1977, est une femme d’affaires américaine, d’origine ghanéenne, responsable marketing chez Apple Music, puis Endeavour, Uber, et directrice marketing chez Netflix de août 2020 à mars 2022.

## Biographie

### Famille et formation
Bozoma Arthur naît aux États-Unis le 21 janvier 1977, de l'union d'Appianda Arthur et d'Aba Enim) aux États-Unis.  
Son père était clarinettiste et membre de l'armée ghanéenne avant d'émigrer aux États-Unis pour suivre des études supérieures. Bozoma cite son père comme étant sa plus grande inspiration. En 1999, elle est diplômée de l'université Wesleyenne avec un diplôme en anglais. Son père avait obtenu un doctorat en ethnomusicologie en 1977, à l'université de Wesleyan,,.

### Carrière professionnelle
Après l'université, Bozoma Saint John travaille pour les agences de publicité Arnold Worldwide et Spike Lee's Spike DDB, ainsi que pour la marque de mode Ashley Stewart, où elle est vice-présidente du marketing.
Directrice marketing chargée de la musique et du divertissement pendant dix ans, elle conduit l'entreprise PepsiCo dans les festivals musicaux. En 2014, Jimmy Iovine la recrute chez Beats Music, compte tenu de son expérience dans le marketing musical. Après le rachat de Beats par Apple Music, Bozoma Saint John est nommée directrice marketing à destination des consommateurs pour iTunes et Apple Music.
Le magazine Billboard la place dans le top de son classement des femmes dans la music , Fast Company dans les 100 personnes les plus créatives et Adweek dans les personnalités les plus passionnantes dans le domaine du  divertissement.
Le 6 juin 2017, elle est nommée directrice marketing chez Uber avec pour objectif que l'entreprise devienne une marque que les gens aiment autant qu’ils aiment Apple.
En juin 2018, BozomaSaint John quitte Uber, pour rejoindre Endeavor en tant que responsable marketing. D’après elle, ce choix était motivé par le fait « que lorsque j’étais chez Uber, j’étais honnête dans mon désir de changer ce que je croyais être un environnement hostile pour les personnes de couleur. Ce que j’ai découvert c’est que beaucoup de personnes ont le désir de faire mieux, cependant je ne pouvais me mettre en travers de leur chemin. À un moment donné, cela en devenait accablant et cela a été une leçon pour nous tous : Vous n’avez pas besoin d’être des sauveurs, vous pouvez vous sauver vous-mêmes ».
En mai 2020, elle lance le podcast IHeartMedia aux côtés de la journaliste Katie Couric intitulé «  Back to Biz with Katie and Biz » qui analyse les moyens par lesquels les leaders, chefs d’entreprise ainsi que les innovateurs ont répondu aux changements sociétaux imposés par la pandémie du coronavirus.
Ses activités philanthropiques comprennent la représentation de l’organisme « Pencils of Promise » en tant qu’ambassadrice mondiale pour le Ghana, de même qu'elle siège au sein des conseils d’administration de Girls Who Code et Vital Voices.
Le 30 juin 2020, Netflix annonce avoir nommé Bozoma Saint John en tant que directrice du marketing, avec effet au 1er août 2020.

### Autres activités médiatiques
En mai 2024, il a été annoncé qu'elle rejoindrait le casting de l'émission de télé-réalité Les Real Housewives de Beverly Hills, en tant que femme au foyer à temps plein. 

## Distinctions
En 2018, Bozoma Saint John est classée parmi les 100 femmes « extraordinaires d'Afrique et de la diaspora africaine produisant un impact positif dans leurs communautés et dans le monde entier » : « S’il y a bien une femme d’affaires connue pour son pouvoir, c’est bien Bozoma Saint John ».